# Глюкозозависимый инсулинотропный полипептид
Глюкозозави́симый инсулинотро́пный по́липепти́д (синонимы: глюкозозави́симый инсулинотро́пный пепти́д, ранее распространённые наименования: гастроингиби́торный по́липепти́д, гастроингиби́торный пепти́д, желу́дочный ингиби́торный пепти́д ; общепринятые аббревиатуры: GIP, ГИП или ЖИП) — пептидный гормон,  вырабатываемый K-клетками слизистой оболочки двенадцатиперстной и проксимальной части тощей кишок.
Относится к семейству секретина. 

## Структура
Глюкозозависимый инсулинотропный полипептид человека состоит из 42 аминокислотных остатков: H-Tyr-Ala-Glu-Gly-Thr-Phe-lle-Ser-Asp-Tyr-Ser-lle-Ala-Met- Asp-Lys-lle-His-Gla-Glii-Asp-Phe-Val-Asn-Trp-Leu-Leu-Ala- GIn-Lys-Gly-Lys-Lys-Asn-Asp-Trp-Lys-His-Asii-lle-Thr-GiD-OH. Одна часть молекулы ГИПа совпадает с молекулой секретина, другая — с молекулой глюкагона.

## Функции
Глюкозозависимый инсулинотропный полипептид является  инкретином, то есть вырабатывается в кишечнике в ответ на пероральный приём пищи. К-клетки, располагающиеся в криптах двенадцатиперстной и (в меньшей степени) в проксимальной части тощей кишок, продуцируют пропротиен, состоящий из 153 аминокислот, который впоследствии превращается в ГИП. Время полураспада ГИПа — 18 минут. Стимуляторами секреции ГИПа являются жиры и углеводы поступающей в тонкую кишку переваренной в желудке пищи.
Подобно другим гормонам, ГИП транспортируется кровотоком.
Основная функция глюкозозависимого инсулинотропного полипептида — стимуляция секреции инсулина бета-клетками поджелудочной железы в ответ на приём пищи. Кроме того, ГИП ингибирует абсорбцию жиров, угнетает реабсорбцию натрия и воды в пищеварительном тракте, ингибирует липопротеинлипазу.

## История
Глюкозозависимый инсулинотропный полипептид был впервые обнаружен Брауном (англ. J. C. Brown) в 1969 году при очистке панкреозимина как вещество, загрязняющее последний. Структура ГИПа была расшифрована Брауном в 1971 году. Физиологическая роль ГИПа как ингибитора секреции желудочной кислоты (за что он и получил первоначальное название гастроингибиторный пептид) была определена Педерсоном (R. A. Pederson) и Брауном в 1972 году, а его стимулирующая роль в секреции инсулина — Дюпре (J. Dupré) и коллегами в 1973.